# Меморандум Танаки
Меморандум Танака (яп. 田中上奏文 танака дзё:со:бун) — приписываемый 26-му премьер-министру Японии Танака Гиити японский стратегический документ планирования 1927 года, в котором он якобы представил императору Хирохито стратегию завоевания мира. 
Сегодня этот документ, как правило, рассматривается учеными как фальшивка. В последнее время японские специалисты по истории международных отношений в качестве источника подделки всё чаще указывают на окружение тогдашнего маньчжурского диктатора молодого маршала Чжан Сюэляна.
Меморандум Танака был впервые опубликован в декабре 1929 года в Нанкине в китайском националистическом издании.

## Краткое содержание

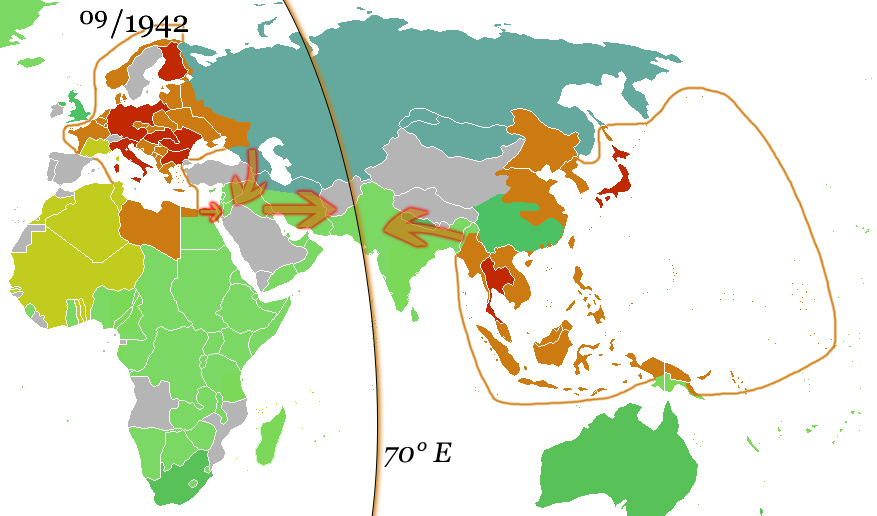
Согласованное Третьим рейхом. и Японской империей разделение Евразии по 70° восточной долготы

- Для того, чтобы завоевать Китай, Япония должна сначала завоевать Маньчжурию и Монголию. «Маньчжурия и Монголия никогда не были китайской территорией», — провозглашал меморандум[3].
- Для того, чтобы завоевать мир, Япония должна сначала завоевать Китай.
- Если Япония сумеет завоевать Китай, все остальные малоазиатские страны, Индия, а также страны Южных морей будут бояться японской мощи и капитулируют перед ней.
- Мир тогда поймет, что Восточная Азия принадлежит Японии, и не осмелится оспаривать её права.

Хотя подлинность «меморандума Танака» отрицается современными исследователями, в 1930-е — 1940-е годы этот документ воспринимался широкой общественностью как подлинный, поскольку агрессивные действия Японии весьма точно соответствовали описанным в ней экспансионистским планам: 
Мукденский инцидент 1931 года, 
интервенция в Маньчжурию, 
японо-китайская война в 1937 г., 
бои на Халхин-Голе в 1939 г., 
вторжение во Французский Индокитай в 1940 году, и в 1941 году — нападение на Перл-Харбор. 
Меморандум Танаки упоминается в первой серии телесериала «Трагедия века» и в фильме «Великий полководец Георгий Жуков».

## Сомнения в подлинности
Когда союзники после капитуляции Японии искали компрометирующие документы, подтверждающие военные преступления, включая подготовку агрессивной войны, они не нашли никаких проектов или копий того, что соответствовало бы меморандуму Танаки. Японские официальные лица всегда отрицали подлинность опубликованного меморандума, а историки и исследователи, несмотря на самые тщательные поиски, не смогли обнаружить оригинал текста.
Хотя меморандум Танака упоминается в газетах и школьных учебниках в Китае, большинство японских историков утверждают, что документ является фальшивкой.
В 1995 году Виталий Павлов, отставной высокопоставленный офицер НКВД, написал о меморандуме Танака в московском журнале «Новости разведки и контрразведки». Павлов отметил, что документ является подделкой, изготовленной СССР в 1931 году с тем, чтобы посеять антияпонские настроения в США и в Европе.